# Прадо, Перси
Перси Прадо Руис (исп. Percy Prado Ruiz; родился 14 января 1996 года, Лима, Перу) — перуанский футболист, защитник.
Прадо родился в Перу, но в возрасте 4 лет переехал во Францию.

## Клубная карьера
Прадо — воспитанник французского клуба «Нант». В 2014 для получения игровой практики выступал за дублирующий состав клуба. 30 октября 2019 года в поединке Кубка Франции против «Парижа» Перси дебютировал за основной состав. 31 января 2020 года в матче против «Ренна» он дебютировал в Лиге 1. Летом того же года Перси стал свободным агентом. В начале 2021 года Прадо вернулся на историческую родину, подписав контракт со «Спортинг Кристал». 2 мая в матче против «Альянса Лима» он дебютировал в перуанской Примере